# Cheryl Wheeler
Cheryl Wheeler, född 10 juli 1951, är en amerikansk folksångerska, bosatt i New England. Hon har spelat in flera album, och turnerat runtom i USA.
Hennes låt "If It Were Up to Me", fick stor uppmärksamhet efter Columbinemassakern.

## Diskografi (urval)
Album
- 1985 – Cheryl Wheeler
- 1987 – Half a Book
- 1990 – Circle and Arrows
- 1993 – Driving Home
- 1995 – Mrs. Pinocci's Guitar
- 1999 – Sylvia Hotel
- 2003 – Different Stripe
- 2003 – No Previous Record
- 2005 – Defying Gravity
- 2009 – Pointing at the Sun
- 2012 – Greetings From: Cheryl Wheeler (livealbum med Kenny White)

EPs
- 1983 – Newport Songs

Singlar
- 1995 – "Does The Future Look Black"

### Fotnoter
1. ↑  ”Cheryl Wheelers webbplats, If It Were Up To Me”. Arkiverad från originalet den 20 oktober 2010. https://web.archive.org/web/20101020161720/http://cherylwheeler.com/songs/iiwutm.html. Läst 8 maj 2013.